# Egipto en la Copa Mundial de Fútbol Sub-20 de 2011
La Selección de Egipto será uno de los 24 equipos participantes en la Copa Mundial de Fútbol Sub-20 de 2011, torneo que se llevará a cabo entre el 29 y el 20 de agosto de 2011 en Colombia.
En el sorteo realizado el 27 de abril en Cartagena de Indias la Selección de Egipto quedó emparejada en el Grupo E junto con Brasil, con quien debutará, Austria y Panamá.

## Fase de grupos

### Tabla de posiciones
| Equipo  | Pts | PJ | PG | PE | PP | GF | GC | Dif |
| ------- | --- | -- | -- | -- | -- | -- | -- | --- |
| Brasil  | 7   | 3  | 2  | 1  | 0  | 8  | 1  | 7   |
| Egipto  | 7   | 3  | 2  | 1  | 0  | 6  | 1  | 5   |
| Panamá  | 1   | 3  | 0  | 1  | 2  | 0  | 5  | -5  |
| Austria | 1   | 3  | 0  | 1  | 2  | 0  | 7  | -7  |

## Partidos
| 29 de julio de 2011, 21:00 | Brasil     | 1:1 (1:1) | Egipto    | Estadio Metropolitano Roberto Meléndez, Barranquilla               |                                                                    |
|                            | Danilo 12' | Reporte   | Gaber 26' | Asistencia: 44.569 espectadores Árbitro(s): Cuneyt Cakir (Turquía) | Asistencia: 44.569 espectadores Árbitro(s): Cuneyt Cakir (Turquía) |

| 1 de agosto de 2011, 17:00 | Egipto     | 1:0 (0:0) | Panamá | Estadio Metropolitano Roberto Meléndez, Barranquilla                    |                                                                         |
|                            | Hegazi 67' | Reporte   |        | Asistencia: 9.299 espectadores Árbitro(s): Kim Dong-Jin (Corea del Sur) | Asistencia: 9.299 espectadores Árbitro(s): Kim Dong-Jin (Corea del Sur) |

| 4 de agosto de 2011, 20:00 | Egipto                          | 4:0 (1:0) | Austria | Estadio Olímpico Jaime Morón León, Cartagena                         |                                                                      |
|                            | Sobhi 31' · Ibrahim 60' 62' 82' | Reporte   |         | Asistencia: 15.646 espectadores Árbitro(s): Walter López (Guatemala) | Asistencia: 15.646 espectadores Árbitro(s): Walter López (Guatemala) |

### Octavos de final
| 9 de agosto de 2011, 17:00 | Argentina                    | 2:1 (1:0) | Egipto           | Estadio Atanasio Girardot, Medellín                                       |                                                                           |
|                            | Lamela 41' (pen.) 64' (pen.) | Reporte   | Salah 70' (pen.) | Asistencia: 38.105 espectadores Árbitro(s): Markus Strömbergsson (Suecia) | Asistencia: 38.105 espectadores Árbitro(s): Markus Strömbergsson (Suecia) |